# Plan Zachód

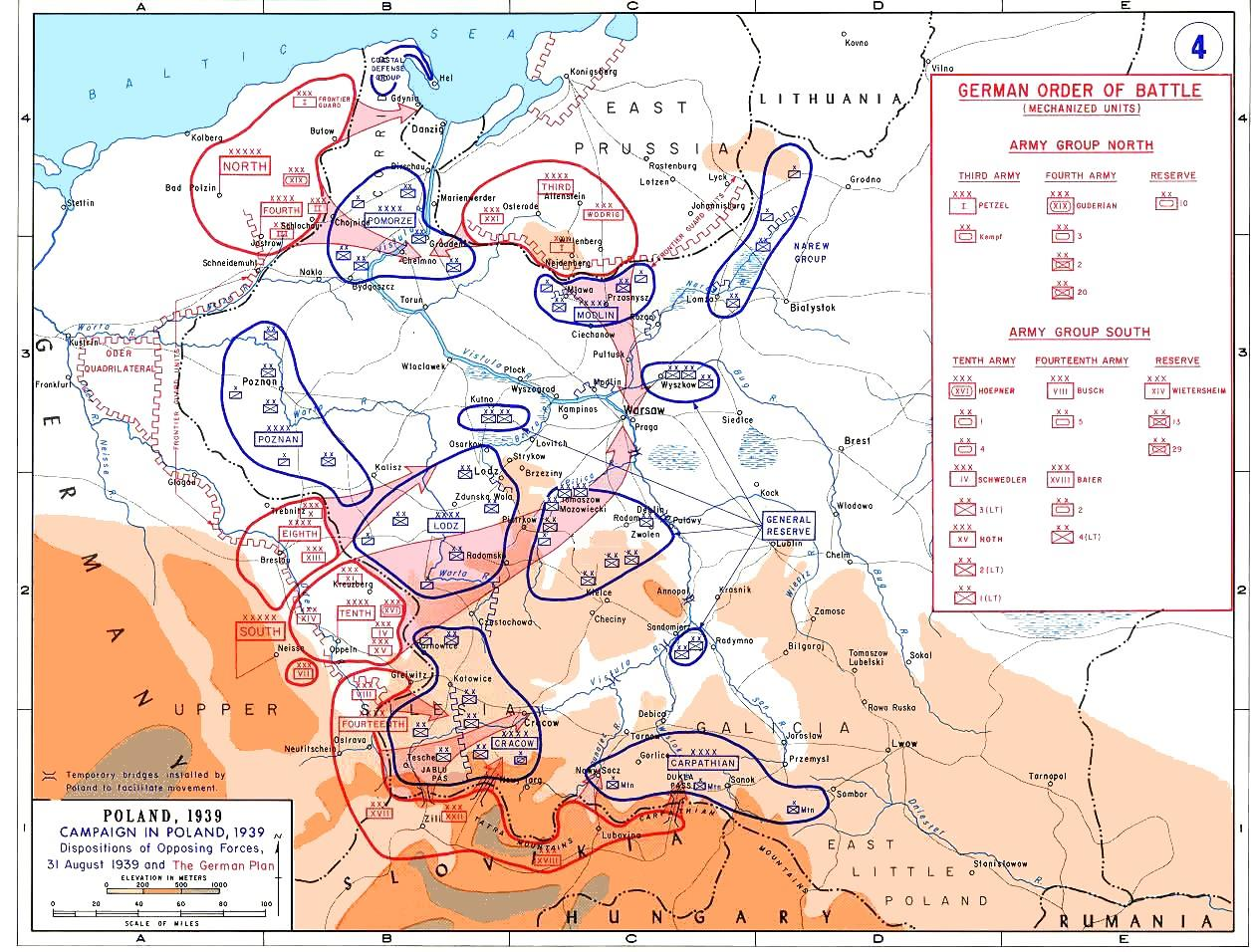
Rozložení sil před německým útokem na Polsko 31. srpna 1939

Plan Zachód (česky „Plán Západ”) byl plán vojenské obrany Polska proti útoku nacistického Německa. Byl vytvořen na konci 30. let 20. století.
V období diktátorského režimu Józefa Piłsudského se plánování vojenských operací soustředilo na možný útok z východu. Teprve po Piłsudského smrti v roce 1935 nová polská vláda a vojenské kruhy zvážily situaci a rozhodly, že polský plán pro případ německo-polské války z poloviny dvacátých let (Plan "S") již neodpovídá potřebám a vyžaduje revizi. Avšak až do roku 1938 byla důležitější válka na východě, kde na sovětsko-polské hranici byla vybudována většina pohraničních opevnění.

## Plán
První verze plánu předpokládala německý útok z Pomořanska směrem na Varšavu s podpůrnými útoky ze Slezska a z Pruska s cílem přetít Polský koridor a dosáhnout brzkého spojení mezi německým Pomořanskem a Východním Pruskem. Polští plánovači po připojení Sudet k Německu a změně hranic plán revidovali, neboť očekávali hlavní směr útoku ze Slezska přes Piotrków Trybunalski a Łódź směrem na Varšavu a Krakov. Polští stratégové správně posoudili většinu německých hrozeb, avšak s jednou zásadní výjimkou: nízkou pozornost věnovali možnému hlubokému průlomu po křídlech z Pruska a ze Slovenska. Takový úder měl naopak vysokou důležitost v německých plánech (Fall Weiss).
Rozpory se týkaly také otázky, zdali polské síly mají bránit dlouhou hranici nebo zdali mají ustoupit na jih a východ a bránit kratší linie za vodními toky. Ačkoli druhý plán byl z vojenského hlediska přijatelnější, převážila hlediska politická. Polští politikové se obávali, že by se Německo mohlo spokojit s obsazením Gdaňsku, Koridoru a Slezska a po okupaci sporných území usilovat o rychlé ukončení války. Západní oblasti byly také hustěji osídleny a ležela v nich průmyslová centra důležitá pro mobilizaci a pro válečnou výrobu a dodávky Polské armádě.

## Hodnocení
Plán správně předpokládal velikost a rozmístění sil a většinu směrů nepřátelských útoků. Avšak v době německého útoku nebylo zcela vyjasněno umístění druhé a dalších linií obrany a žádná část plánu nebyla procvičena. Zůstaly i ne zcela dokončené části týkající se komunikací a zásobování.
Na počátku německé invaze utrpěly polské jednotky těžké porážky v pohraničních srážkách přesně tak, jak kritikové plánu předpokládali. Ke konečné porážce, která nastala 6. října 1939, přispěly i další faktory: podcenění mobility německých sil, strategie bleskové války, přecenění pohyblivosti polských sil, sovětská invaze a chybějící pomoc spojenců Polska.